# We’ll Make You Happy
We’ll Make You Happy – album na żywo Elvisa Presleya, składający się z utworów nagranych 24, 25 kwietnia i 28 kwietnia 1975 r. oraz z bonusów.

## Lista utworów

### CD 1
Macon, Georgia, 24 kwietnia 1975:
1. „Dialogue”
2. „Love Me”
3. „If You Love Me”
4. „You Don’t Have To Say You Love Me”
5. „Big Boss Man”
6. „It’s Midnight”
7. „Promised Land”
8. „Fairytale”
9. „Burning Love”
10. „Intros”
11. „My Boy”
12. „T-R-O-U-B-L-E”
13. „I’ll Remember You”

Lakeland, Floryda, 28 kwietnia 1975:
1. „When It’s My Time (The Stamps)”
2. „Burning Love”
3. „Intros”
4. „My Boy”
5. „Help Me Make It Through The Night”
6. „Let Me Be There”
7. „An American Trilogy”
8. „Hawaiian Wedding Song”
9. „Hound Dog”
10. „Can’t Help Falling in Love”

### CD 2
Jacksonville, Floryda, 25 kwietnia 1975:
1. „Dialogue”
2. „Love Me”
3. „If You Love Me”
4. „You Don’t Have To Say You Love Me”
5. „Big Boss Man”
6. „It’s Midnight”
7. „Burning Love”
8. „Band Intro”
9. „What’d I Say”
10. „School Days”
11. „My Boy”
12. „T-R-O-U-B-L-E”
13. „I’ll Remember You”
14. „Let Me Be There”
15. „American Trilogy”
16. „Funny How Time Slips Away"

Bonusy:
1. „What Now My Love (Las Vegas, 17 lutego 1973, Midnight Show)”
2. „Amen – I Got a Woman (lato 1975, nieznana data)”
3. „Dialogue (lato 1975, nieznana data)”
4. „Love Me” (tylko część, lato 1975, nieznana data)”